# Athiasella relicta
Athiasella relicta är en spindeldjursart som först beskrevs av Womersley 1942.  Athiasella relicta ingår i släktet Athiasella och familjen Ologamasidae. Utöver nominatformen finns också underarten A. r. major.